# Homogen funktion
En homogen funktion är inom matematik en funktion som har ett visst skalbeteende.

## Definition
För två vektorrum U och V över samma kropp K är en funktion {\displaystyle f:U\to V} homogen av grad k om det för alla nollskilda {\displaystyle \alpha } i K och alla u i U gäller att
{\displaystyle f(\alpha u)=\alpha ^{k}f(u)\,}

## Exempel
En linjär avbildning är homogen med grad 1.